# Norman Finkelstein
Norman Gary Finkelstein (ur. 8 grudnia 1953 w Brooklynie) – amerykański politolog żydowskiego pochodzenia, od 2001 do 2007 profesor DePaul University w Chicago, obecnie niezależny uczony. Specjalizuje się w dziedzinie konfliktu palestyńsko-izraelskiego oraz Holocaustu. Finkelstein znany jest przede wszystkim jako autor książek dotyczących ww. tematów.

## Rodzina
Jego matka, Maryla Husyt, córka ortodoksyjnego żyda, dorastała w Warszawie, podczas niemieckiej okupacji przeżyła pobyt w getcie warszawskim oraz w obozie koncentracyjnym na Majdanku. Ojcem był Zacharias Finkelstein, również więzień warszawskiego getta, a następnie obozu zagłady Auschwitz-Birkenau.

## Studia w Princeton

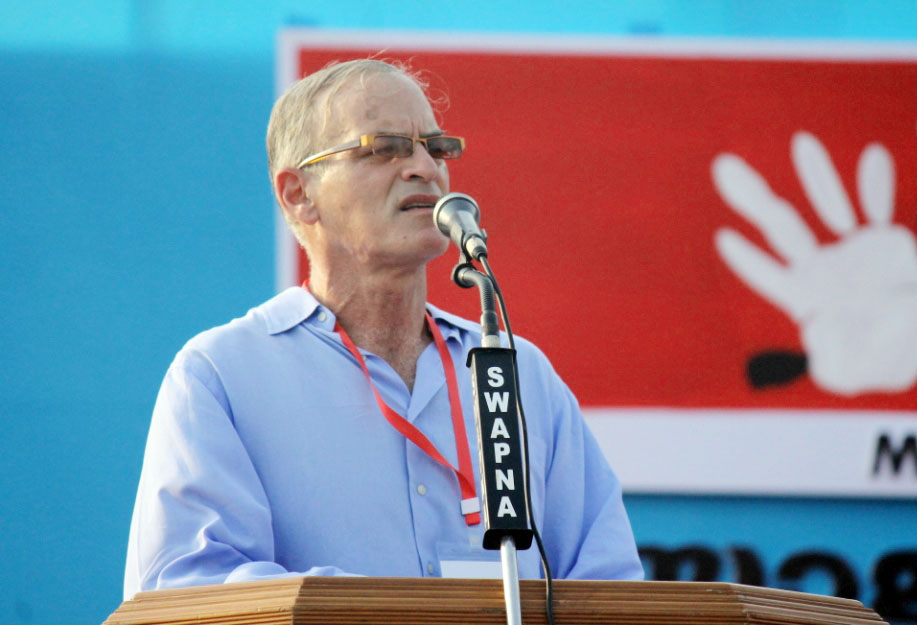
Finkelstein przemawiający w Kalkucie w 2013 r.

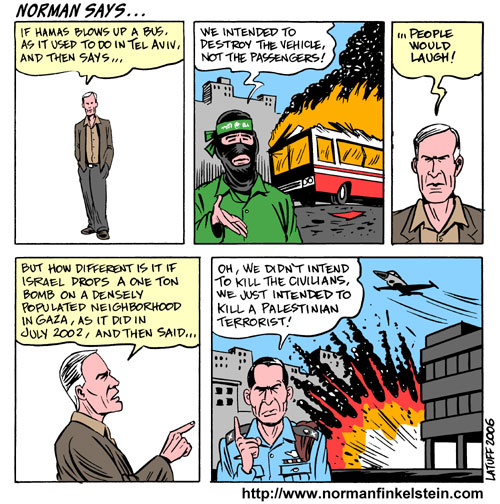
Komiks autorstwa Carlosa Latuffa przedstawiający Finkelsteina komentującego wydarzenia w Izraelu

Pierwsze kontrowersje wzbudziła jego praca doktorska na temat syjonizmu, którą zaczął pisać na uniwersytecie Princeton. Kolejne pojawiły się w 1984 r., gdy Finkelstein poddał dogłębnej analizie cenioną wówczas książkę Joan Peters From Time Immemorial, opisującą źródła konfliktu izraelsko-palestyńskiego. Finkelstein stwierdził, że książka celowo próbuje kompromitować bojowników palestyńskich i jest „monumentalnym szalbierstwem”, a jego wnioski podchwyciło wielu naukowców i komentatorów. Od tego czasu książka J. Peters uznawana jest za „kontrowersyjną”.
Noam Chomsky twierdzi, że po konflikcie z Joan Peters władze Princeton University próbowały nie dopuścić do nadania Finkelsteinowi tytułu doktora, a uczyniły to jedynie – jak zaznaczył – „by uniknąć kompromitacji”.

## Przedsiębiorstwo Holocaust
Najbardziej krytykowaną jest druga książka Finkelsteina Przedsiębiorstwo Holocaust (ang. The Holocaust Industry: Reflections on the Exploitation of Jewish Suffering). Sugeruje w niej m.in., że duża część środowisk żydowskich nagłaśnia tragedię swego narodu głównie po to, by uzyskiwać w ten sposób środki finansowe i wpływy polityczne. Twierdzi, że w historii XX w. istniały zarówno podobne, jak i gorsze tragedie narodowe, jednak żadna z nich nie jest tak nagłaśniana jak Holocaust i żadna nie doczekała się bezprecedensowej ochrony prawnej dotyczącej badań naukowych (instytucja kłamstwa oświęcimskiego).

### Krytyka
Część publicystów żydowskich popiera przedstawione w książce opinie (Raul Hilberg, historyk, autor monumentalnej monografii Holocaustu The Destruction of the European Jews i Noam Chomsky). Jednak pojawiają się również głosy krytyczne.
Finkelstein odpowiada na krytykę twierdząc, że nie może uzyskać szerszego poparcia, gdyż krytyka organizacji żydowskich oznacza niemal automatyczne oskarżenie o kłamstwo oświęcimskie, a nierzadko – powoduje poważne kłopoty prawne. Uważa, że w praktyce czynić mogą to jedynie tacy jak on – Żydzi, potomkowie ofiar Holocaustu. Twierdzi też, że krytyka, która go spotkała, ma wymiar jedynie personalny i propagandowy, a nie merytoryczny. Podkreśla również, że w swych pracach krytykuje terroryzm arabski, znane jest jego jednoznacznie negatywne nastawienie do narodowego socjalizmu poza tym on sam nie ma wpływu na wykorzystywanie jego osoby przez środowiska neofaszystowskie czy antysemickie, więc wiązanie go z nimi to celowe nadużycie.
Prawdopodobnie ze względu na krytykę polityczną 26 maja 2008 r. Norman Finkelstein został zatrzymany na lotnisku Ben Guriona koło Tel Awiwu, a następnie deportowany z Izraela. Otrzymał dziesięcioletni zakaz wjazdu do tego państwa. Funkcjonariusze żydowskiej służby bezpieczeństwa Szin Bet oznajmili Finkelsteinowi, że „nie wolno mu wjechać na terytorium Izraela ze względu na podejrzenie utrzymywania związków z wrogimi elementami w Libanie”. Izraelski dziennik „Ha-Arec” napisał, że „nałożony na pisarza zakaz wjazdu jest formą kary za głoszenie „ekstremalnie” krytycznych poglądów”.

## Anglojęzyczne wydania publikacji
- N. G. Finkelstein, From the Jewish Question to the Jewish State. An Essay on the Theory of Zionism (praca doktorska), Princeton University, Princeton 1987.
- N. G. Finkelstein, Image and Reality of the Israel-Palestine Conflict, Verso Books, London 1995.
- N. G. Finkelstein, The Rise and Fall of Palestine. A Personal Account of the Intifada Years, University of Minnesota Press, Minneapolis 1996.
- N. G. Finkelstein, R. B. Birn, A Nation on Trial. The Goldhagen Thesis and Historical Truth, Henry Holt and Company, New York 1998.
- N. G. Finkelstein, The Holocaust Industry. Reflections on the Exploitation of Jewish Suffering, Verso Books, London 2000 (dwa kolejne wznowienia w 2001 i 2003 r.).
- N. G. Finkelstein, Beyond Chutzpah. On the Misuse of Anti-Semitism and the Abuse of History, University of California Press, Oakland 2005 (drugie, rozszerzone wydanie w 2008 r.).
- N. G. Finkelstein, This Time We Went Too Far. Truth and Consequences of the Gaza Invasion, OR Books, New York 2010.
- N. G. Finkelstein, Goldstone Recants. Richard Goldstone renews Israel’s license to kill, OR Books, New York 2011[5].
- N. G. Finkelstein, Knowing Too Much. Why the American Jewish Romance with Israel Is Coming to an End, OR Books, New York 2012[6].
- N. G. Finkelstein, What Gandhi Says. About Nonviolence, Resistance and Courage, OR Books, New York 2012[7].

## Polskie wydania publikacji N.G. Finkelsteina
- Przedsiębiorstwo Holokaust (ang. The Holocaust Industry. Reflections on the Exploitation of Jewish Suffering), Wyd. Volumen, Warszawa 2001 r.
- Gaza o jedną masakrę za daleko (This Time We Went Too Far. Truth and Consequences of the Gaza Invasion), Wyd. Książka i Prasa, Warszawa 2010 r.
- Wielka hucpa. O pozorowaniu antysemityzmu i fałszowaniu historii (Beyond Chutzpah. On the Misuse of Anti-Semitism and the Abuse of History), Wyd. Fijorr Publishing, Warszawa 2010 r.

### Film
Norman Finkelstein pojawił się w kilku filmach dokumentalnych:
- W 2009 r. powstał film dokumentalny o prof. N.G. Finkelsteinie w reż. Davida Ridgena i Nicolasa Rossiera pt. American Radical. The Trials of Norman Finkelstein (pol. Amerykański radykał. Przypadki Normana Finkelsteina), który był wyświetlany na wielu festiwalach, gdzie został nagrodzony[8][9][10]. W Polsce co jakiś czas ów dokument jest emitowany w telewizji na polskiej wersji kanału Planete[11].
- W 2009 r. powstał film dokumentalny poświęcony antysemityzmowi oraz działalności żydowskiej organizacji monitorującej to zjawisko ADL Anti-Defamation League w reż. Jo’awa Szamira pt. Hashmatsa (pol. Znieslawienie). Norman Finkelstein występuje w nim jako krytyk działalności tej organizacji[12].